# Municipio de Dixon (Arkansas)
El municipio de Dixon (en inglés: Dixon Township) es un municipio ubicado en el condado de Monroe en el estado estadounidense de Arkansas. En el año 2010 tenía una población de 225 habitantes y una densidad poblacional de 3,37 personas por km².

## Geografía
El municipio de Dixon se encuentra ubicado en las coordenadas 34°51′20″N 91°8′26″O / 34.85556, -91.14056. Según la Oficina del Censo de los Estados Unidos, el municipio tiene una superficie total de 66.86 km², de la cual 65,28 km² corresponden a tierra firme y (2,36 %) 1,57 km² es agua.

## Demografía
Según el censo de 2010, había 225 personas residiendo en el municipio de Dixon. La densidad de población era de 3,37 hab./km². De los 225 habitantes, el municipio de Dixon estaba compuesto por el 30,22 % blancos, el 63,56 % eran afroamericanos, el 0,44 % eran asiáticos, el 1,78 % eran de otras razas y el 4 % eran de una mezcla de razas. Del total de la población el 1,78 % eran hispanos o latinos de cualquier raza.